# گورو کینو
گورو کینو (انگلیسی: Goro Kino؛ ۲ ژوئن ۱۸۷۷ – فوریه ۴, ۱۹۲۲ (سن ۴۴)) بازیگر بود.